# Natriuresis
Natriuresis es el proceso de excreción de sodio en orina a través de la acción de los riñones. Es promovido por los péptidos natriuréticos ventriculares y auriculares, así como por la calcitonina, e inhibido por químicos como la aldosterona. La natriuresis reduce la concentración de sodio en la sangre y también tiende a disminuir el volumen de sangre, porque las fuerzas osmóticas arrastran el agua de la circulación sanguínea del cuerpo hacia la orina junto con el sodio. Muchos  medicamentos diuréticos aprovechan este mecanismo para tratar afecciones médicas como hipernatremia e hipertensión, que provocan un exceso de volumen sanguíneo.
El exceso de natriuresis puede ser causado por:
- Enfermedad quística medular
- Síndrome de Bartter
- Fase diurética de necrosis tubular aguda
- Algunos diuréticos
- Enfermedades primarias renales
- Hiperplasia suprarrenal congénita
- Síndrome de hipersecreción de hormona antidiurética inapropiada

Las hormonas natriuréticas endógenas incluyen:
- Péptido natriurético auricular
- Péptido natriurético cerebral
- Péptido natriurético tipo C[3]

Este es un proceso natural en los bebés en el momento del nacimiento.